# اردوگاه آرام دلنواز
اردوگاه آرام دلنواز (ژاپنی: ゆるキャン△، هپبورن: yurukyan) یک مجموعه مانگا ژاپنی اثر افرو است. ماجرای این مانگا در اطراف یاماناشی، ژاپن رخ می‌دهد. این مانگا ماجراجویی‌های رین شیما، نادشیکو کاگامیهارا و دوستانشان را در حالی که به کمپ‌های مختلف در سراسر کشور سفر می‌کنند، روایت می‌کند.
C-Station یک مجموعه تلویزیونی انیمه اقتباسی از روی این مانگا ساخت که از ژانویه تا مارس ۲۰۱۸ در ای‌تی-ایکس پخش شد. اسپین آف کوتاهی از انیمه با عنوان کمپ اتاق که از ژانویه تا مارس ۲۰۲۰ پخش شد. یک سریال درام لایو اکشن از ژانویه تا مارس ۲۰۲۰ در ژاپن و فصل دوم آن از آوریل تا ژوئن ۲۰۲۱ منتشر شد. فصل دوم انیمه از ژانویه تا آوریل ۲۰۲۱ پخش شد و یک فیلم انیمه نیز در اول ژوئیه ۲۰۲۲ به نمایش درآمد. یک بازی ویدیویی واقعیت مجازی بر اساس این مجموعه در مارس ۲۰۲۱ منتشر شد و یک رمان تصویری توسعه یافته توسط میجس در نوامبر ۲۰۲۱ منتشر شد. فصل سوم انیمه از آوریل تا ژوئن ۲۰۲۴ پخش شد. در نوامبر ۲۰۲۴ فصل چهارم در مرحله تولید اعلام شد.
این انیمه تلویزیونی در سال ۱۴۰۳ از شبکه امید با عنوان اردوگاه دانش‌آموزی دختران پخش شد.